# Drosophila cardini
Drosophila cardini is een vliegensoort uit de familie van de fruitvliegen (Drosophilidae). De wetenschappelijke naam van de soort is voor het eerst geldig gepubliceerd in 1916 door Alfred Sturtevant.